# مهدی بن ضیف‌الله
مهدی بن ضیف‌الله (انگلیسی: Mehdi Ben Dhifallah؛ زادهٔ ۶ مهٔ ۱۹۸۳) بازیکن فوتبال اهل تونس است.
از باشگاه‌هایی که در آن بازی کرده‌است می‌توان به باشگاه فوتبال ویدزف ووچ، باشگاه فوتبال المعب تونس، باشگاه فوتبال ستاره ساحلی، و باشگاه فوتبال الجرجیسی اشاره کرد.
وی همچنین در تیم ملی فوتبال تونس بازی کرده‌است.